# Erlen-Eschenwald westlich Mahlwinkel
Erlen-Eschenwald westlich Mahlwinkel este o arie protejată (arie specială de conservare — SAC, sit de importanță comunitară — SCI) din Germania întinsă pe o suprafață de 208 ha, integral pe uscat.

## Localizare
Centrul sitului Erlen-Eschenwald westlich Mahlwinkel este situat la coordonatele 52°23′13″N 11°45′44″E / 52.3869°N 11.7622°E.

## Înființare
Situl Erlen-Eschenwald westlich Mahlwinkel a fost declarat sit de importanță comunitară în octombrie 2000 pentru a proteja 1 specie de animale. Situl a fost protejat și ca arie specială de conservare în decembrie 2018.

## Biodiversitate
Situată în ecoregiunea continentală, aria protejată conține 5 habitate naturale: Cursuri de apă de la nivel de câmpie la nivel montan, cu vegetație Ranunculion fluitantis și Callitricho-Batrachion, Fânețe de joasă altitudine (Alopecurus pratensis, Sanguisorba officinalis), Păduri de stejar sau de stejar și carpen sub-atlantice și medio-europene de Carpinion betuli, Păduri acidofile de stejar bătrân cu Quercus robur pe câmpii nisipoase, Păduri aluvionare cu Alnus glutinosa și Fraxinus excelsior (Alno-Padion, Alnion incanae, Salicion albae).
La baza desemnării sitului se află o specie protejată de  mamifere: vidră de râu (Lutra lutra)
Pe lângă speciile protejate, pe teritoriul sitului au mai fost identificate 5 specii de plante, 1 specie de mamifere.